# Williamsburg (Nou Mèxic)
Williamsburg és una població dels Estats Units a l'estat de Nou Mèxic. Segons el cens del 2000 tenia 527 habitants.

## Demografia
Segons el cens del 2000, Williamsburg tenia 527 habitants, 264 habitatges, i 153 famílies. La densitat de població era de 423,9 habitants per km².
Dels 264 habitatges en un 15,9% hi vivien nens de menys de 18 anys, en un 43,9% hi vivien parelles casades, en un 8,7% dones solteres, i en un 41,7% no eren unitats familiars. En el 35,2% dels habitatges hi vivien persones soles el 20,1% de les quals corresponia a persones de 65 anys o més que vivien soles. El nombre mitjà de persones vivint en cada habitatge era de 2 i el nombre mitjà de persones que vivien en cada família era de 2,51.
Per edats la població es repartia de la següent manera: un 15,9% tenia menys de 18 anys, un 3,4% entre 18 i 24, un 15,6% entre 25 i 44, un 29,2% de 45 a 60 i un 35,9% 65 anys o més.
L'edat mediana era de 55 anys. Per cada 100 dones de 18 o més anys hi havia 97,8 homes.
La renda mediana per habitatge era de 23.750 $ i la renda mediana per família de 27.679 $. Els homes tenien una renda mediana de 27.917 $ mentre que les dones 19.250 $. La renda per capita de la població era de 15.549 $. Aproximadament el 5,5% de les famílies i el 9,6% de la població estaven per davall del llindar de pobresa.

## Poblacions més properes
El següent diagrama mostra les poblacions més properes.